# في في دوس
في في دوس (بالهولندية: VV DOS)‏ هو نادي كرة قدم من هولندا تأسس في 1901 ، يقع مقره الرئيسي في أوترخت.